# Nacho Ramos
Ignacio Ramos Jiménez, más conocido deportivamente como Nacho Ramos (Talavera de la Reina, Toledo, España, 25 de mayo de 1977), es un exfutbolista español que jugaba en la posición de defensa. Durante su trayectoria deportiva jugó en equipos como Real Madrid B, Novelda C.F., C.D. Toledo y Talavera C.F..

## Trayectoria
Formado en las categorías inferiores del Real Madrid C. F., llegó a jugar dos temporadas en el Real Madrid C y cuatro en el Real Madrid B, compitiendo tanto en Segunda División como en Segunda División B. En el año 2000 jugó durante una temporada en el Novelda C.F., para después fichar por dos temporadas por el C.D. Toledo de Segunda División B. Finalizada su etapa toledana, ficha por la U.D. Talavera de Primera Preferente Autonómica por dos temporadas, con quien consigue el ascenso a Tercera División y jugar la liguilla de ascenso a Segunda División B. En 2005 ficha por el Talavera C.F., donde estaría un total de 3 temporadas,hasta el año 2008 poniendo fin a su etapa como futbolista

## Clubes
Actualizado el 30 de septiembre de 2018.
| Club          | División      | Año       | Partidos (Liga) | Goles (Liga) |
| ------------- | ------------- | --------- | --------------- | ------------ |
| Real Madrid C | 2ª División B | 1995-1996 | 2               |              |
| Real Madrid C | 2ª División B | 1996-1997 | 18              |              |
| Real Madrid B | 2ª División   | 1996-1997 | 16              | 1            |
| Real Madrid B | 2ª División B | 1997-1998 | 18              |              |
| Real Madrid B | 2ª División B | 1998-1999 | 17              | 1            |
| Real Madrid B | 2ª División B | 1999-2000 | 16              |              |
| Novelda C.F.  | 2ª División B | 2000-2001 | 14              | 1            |
| C.D. Toledo   | 2ª División B | 2001-2002 | 13              | 1            |
| C.D. Toledo   | 2ª División B | 2002-2003 | 23              | 2            |
| U.D. Talavera | 1ª Preferente | 2003-2004 | 38              | 35           |
| U.D. Talavera | 3ª División   | 2004-2005 | 37              | 19           |
| Talavera C.F. | 2ª División B | 2005-2006 | 16              |              |
| Talavera C.F. | 2ª División B | 2006-2007 | 15              | 2            |
| Talavera C.F. | 2ª División B | 2007-2008 | 29              | 2            |